# Paul Guilfoyle (attore 1902)
Paul Guilfoyle (Jersey City, 14 luglio 1902 – Hollywood, 27 giugno 1961) è stato un attore e regista statunitense.

## Filmografia parziale

### Attore
- Sotto i ponti di New York (Winterset), regia di Alfred Santell (1936)
- Sky Giant, regia di Lew Landers (1938)
- Furore (The Grapes of Wrath), regia di John Ford (1940)
- The Saint in Palm Springs, regia di Jack Hively (1941)
- Traditori (The Master Race), regia di Herbert Biberman (1944)
- La settima croce (The Seventh Cross), regia di Fred Zinnemann (1944)
- Avvenne domani (It Happened Tomorrow), regia di René Clair (1944)
- La furia umana (White Heat), regia di Raoul Walsh (1949)
- L'ultimo Apache (Apache), regia di Robert Aldrich  (1953)

### Regista
- L'ultimo agguato (A Life at Stake) (1954)
- Scienza e fantasia (Science Fiction Theatre) - serie TV, 15 episodi (1955-1957)
- La pattuglia della strada (Highway Patrol) - serie TV, 9 episodi (1955-1957)
- The Sheriff of Cochise - serie TV, 13 episodi (1956-1958)
- Men of Annapolis - serie TV, 9 episodi (1957-1958)
- Tess of the Storm Country (1960)